# 卡爾角
卡爾角（英語：Cape Carr）是南極洲的海岬，位於威爾克斯地，處於莫爾斯角東北面30公里，由美國海軍拍攝空中照片繪入地圖，現時由南極條約體系管理。